# 南早希
南 早希（みなみ さつき、1987年11月16日 - ）は、日本の女子バレーボール選手。現在の名前は南オソキン・早希である。

## 来歴
福岡県築上郡出身。母の影響を受けて、小学校1年生からバレーボールを始める。
2006年、パイオニアレッドウィングスに入団。2008年の黒鷲旗全日本男女選抜バレーボール大会ではベスト6に選ばれた。
2009年6月にパイオニアを退団。7月に上尾メディックス（現・埼玉上尾メディックス）に移籍。
2012年7月、上尾メディックスを退団。海外チームを経験後、2016年7月に上尾に復帰した。
イスラエルで知り合ったバレーボール選手のアレキサンダー・オソキンと結婚し、イスラエルに在住している。上尾に一時復帰した2016/17シーズンにアレキサンダーはVC長野トライデンツ（当時Vリーグ2部）でプレーし、日本で入籍。2017-18シーズンには夫のチームでアシスタントコーチを務めていた。
2018年、出産を経て現役復帰した。イスラエル永住権を持つ「イスラエル市民」としてプレーする。
2023年、パレスチナ・イスラエル戦争勃発の際、ガザ地区から近いアシュドッドに住んでいたため、テルアビブから韓国軍の輸送機に搭乗し仁川に退避した。

## 所属チーム
- 友枝小（大平ジュニア）
- 築上東中
- 東九州龍谷高校
- パイオニアレッドウィングス（2006-2009年）
- 上尾メディックス（2009-2012年）
- HAOKムラドスト・ザグレブ（2012-2014年）
- ハポエル・クファル・サバ（2014-2016年）[8]
- 上尾メディックス（2016-2017年）
- マッカビ・ハイファ（2018-2019年）[9]
- ハポエル・イロニ・キリャト・アッタ（2020-2021年）[8]
- マッカビ・ハイファ（2021-2023年）[8]
- マッカビ・アシュドッド（2023年-）[8]

## 個人成績
Vプレミアリーグレギュラーラウンドにおける個人成績は下記の通り。
| シーズン | 所属       | 出場                                 | 出場                                 | アタック                             | アタック                             | アタック                             | アタック                             | ブロック                             | ブロック                             | サーブ                               | サーブ                               | サーブ                               | サーブ                               | レセプション                         | レセプション                         | 総得点                               | 備考                                 |
| -------- | ---------- | ------------------------------------ | ------------------------------------ | ------------------------------------ | ------------------------------------ | ------------------------------------ | ------------------------------------ | ------------------------------------ | ------------------------------------ | ------------------------------------ | ------------------------------------ | ------------------------------------ | ------------------------------------ | ------------------------------------ | ------------------------------------ | ------------------------------------ | ------------------------------------ |
| シーズン | 所属       | 試合                                 | セット                               | 打数                                 | 得点                                 | 決定率                               | 効果率                               | 決定                                 | /set                                 | 打数                                 | エース                               | 得点率                               | 効果率                               | 受数                                 | 成功率                               | 総得点                               | 備考                                 |
| 2006/07  | パイオニア | 0                                    | 0                                    | 0                                    | 0                                    | 0.0%                                 | %                                    | 0                                    | 0.0                                  | 0                                    | 0                                    | 0.00%                                | 0.0%                                 | 0                                    | 0.0%                                 | 0                                    |                                      |
| 2007/08  | パイオニア | 18                                   | 33                                   | 0                                    | 0                                    | 0.0%                                 | %                                    | 0                                    | 0.00                                 | 52                                   | 1                                    | 1.92%                                | 9.2%                                 | 0                                    | 0.0%                                 | 1                                    |                                      |
| 2008/09  | パイオニア | 10                                   | 18                                   | 0                                    | 0                                    | 0.0%                                 | %                                    | 0                                    | 0.00                                 | 1                                    | 0                                    | 0.00%                                | 0.0%                                 | 0                                    | 0.0%                                 | 0                                    |                                      |
| 2009/10  | 上尾       | チャレンジリーグの為、記録を記載せず | チャレンジリーグの為、記録を記載せず | チャレンジリーグの為、記録を記載せず | チャレンジリーグの為、記録を記載せず | チャレンジリーグの為、記録を記載せず | チャレンジリーグの為、記録を記載せず | チャレンジリーグの為、記録を記載せず | チャレンジリーグの為、記録を記載せず | チャレンジリーグの為、記録を記載せず | チャレンジリーグの為、記録を記載せず | チャレンジリーグの為、記録を記載せず | チャレンジリーグの為、記録を記載せず | チャレンジリーグの為、記録を記載せず | チャレンジリーグの為、記録を記載せず | チャレンジリーグの為、記録を記載せず | チャレンジリーグの為、記録を記載せず |
| 2010/11  | 上尾       | チャレンジリーグの為、記録を記載せず | チャレンジリーグの為、記録を記載せず | チャレンジリーグの為、記録を記載せず | チャレンジリーグの為、記録を記載せず | チャレンジリーグの為、記録を記載せず | チャレンジリーグの為、記録を記載せず | チャレンジリーグの為、記録を記載せず | チャレンジリーグの為、記録を記載せず | チャレンジリーグの為、記録を記載せず | チャレンジリーグの為、記録を記載せず | チャレンジリーグの為、記録を記載せず | チャレンジリーグの為、記録を記載せず | チャレンジリーグの為、記録を記載せず | チャレンジリーグの為、記録を記載せず | チャレンジリーグの為、記録を記載せず | チャレンジリーグの為、記録を記載せず |
| 2011/12  | 上尾       | チャレンジリーグの為、記録を記載せず | チャレンジリーグの為、記録を記載せず | チャレンジリーグの為、記録を記載せず | チャレンジリーグの為、記録を記載せず | チャレンジリーグの為、記録を記載せず | チャレンジリーグの為、記録を記載せず | チャレンジリーグの為、記録を記載せず | チャレンジリーグの為、記録を記載せず | チャレンジリーグの為、記録を記載せず | チャレンジリーグの為、記録を記載せず | チャレンジリーグの為、記録を記載せず | チャレンジリーグの為、記録を記載せず | チャレンジリーグの為、記録を記載せず | チャレンジリーグの為、記録を記載せず | チャレンジリーグの為、記録を記載せず | チャレンジリーグの為、記録を記載せず |
| 通算     | 通算       | 28                                   | 51                                   | 0                                    | 0                                    | 0.0%                                 | %                                    | 0                                    | 0.00                                 | 53                                   | 1                                    | 1.89%                                | 9.1%                                 | 0                                    | 0.0%                                 | 1                                    |                                      |